# 湖南经济管理干部学院
湖南经济管理干部学院（英語：Hunan Economic Management Cadre College）位于湖南省长沙市湖南省长沙市天心区芙蓉南路，是一所成人高等学校，湖南省人民政府直属正厅级事业单位。

## 历史
1982年，湖南省建立了“国家经贸委长沙经理学院”，是“湖南经济管理干部学院”的前身。
2003年，“国家经贸委长沙经理学院”升级为成人大学，改名为“湖南经济管理干部学院”。

## 学校院系
湖南经济管理干部学院开设有8个系，3个部，50个专业。
- 系：工商管理系、财务会计系、公共管理系、计算机系、旅游系、外语系、金融系、电子商务系
- 部：函授教育部、国际工商管理培训部、企业领导干部培训部

## 学校文化
湖南经济管理干部学院的官方刊物为《湖南经济管理干部学院学报》，按发行周期分为双月刊。